# Казацкое (Харьковская область)
Каза́цкое (укр. Козацьке; до 2016 г. — Коммуна́рское) — село, Чапаевский поселковый совет, Кегичёвский район, Харьковская область, Украина.
Код КОАТУУ — 6323155603. Население по переписи 2001 года составляет 581 (273/308 м/ж) человек.

## Географическое положение
Село Казацкое находится на расстоянии в 1,5 км от реки Богатая (правый берег), на противоположном берегу расположено село Писаревка, примыкает к селу Слобожанское.
По селу протекает пересыхающий ручей с несколькими запрудами.

## История
- 1921 — дата основания.

## Экономика
- Молочно-товарная ферма.

## Объекты социальной сферы
- Клуб.